# Плечко, Владимир Яковлевич
Владимир Яковлевич Плечко (31 декабря 1934 — 27 июля 2015, Москва, Россия) — советский и российский дипломат. Чрезвычайный и полномочный посол СССР на Мальте (1987—1991), чрезвычайный и полномочный посол Российской Федерации в Молдавии (1992—1995).

## Биография
В 1958 году окончил МГИМО МИД СССР. Работал в генеральном консульстве СССР в Братиславе, посольствах в Чехословакии и Великобритании.
- В 1979—1980 годах — генеральный консул СССР в Нью-Йорке.
- В 1980—1985 годах — заместитель постоянного представителя СССР при ООН.
- В 1985—1987 годах — начальник Консульского управления МИД СССР.
- С 10 сентября 1987 по 25 декабря 1991 года — чрезвычайный и полномочный посол СССР на Мальте.
- В 1992 году — посол по особым поручениям МИД России.
- С 18 марта 1992 по 11 мая 1995 года — чрезвычайный и полномочный посол Российской Федерации в Молдавии.
- В 1996—1999 годах — заместитель директора Департамента внешнеполитического планирования МИД России.

Выйдя на пенсию, являлся членом Президиума Совета ветеранов МИД России (2011–2014).

## Семья
Женат, воспитал двоих детей.

## Награды
- Орден Дружбы народов.
- Благодарность президента Российской Федерации (28 сентября 1999) — за активную работу по обеспечению подготовки и проведения встречи лидеров стран «восьмёрки» в Кёльне[1].